# Knut Kroon
Knut Kroon (19 de junho de 1906 - 27 de fevereiro de 1975) foi um futebolista sueco. Ele competiu na Copa do Mundo FIFA de 1934, sediada na Itália.